# 森特萊爾 (紐約州)
森特萊爾（英語：Center Lisle）是位於美國紐約州布魯姆縣的非建制地區。

## 歷史
森特萊爾的郵局於1828年設立，其後於1922年停運。

## 地理
森特萊爾所處的海拔為高於海平面330米（即1083英呎），而該地所採用的時區為UTC-5，即北美东部时区（EST）。同時該地設有夏令時間，為UTC-5調快一小時，即UTC-4（EDT）。